# Floro Ugarte
Floro Meliton del Sagrado Corazón Ugarte Rivero (Buenos Aires, 15 de septiembre de 1884 - † Buenos Aires, 11 de junio de 1975), fue compositor, pedagogo y teórico argentino. Su música, cercana al movimiento nacionalista, se caracteriza por el empleo de estructuras musicales muy sencillas, extrayendo del folclore argentino sus melodías y ritmos característicos.

## Biografía
Nacido en Buenos Aires el 15 de septiembre de 1884, comenzó allí a estudiar violín y armonía. Su hermano mayor fue el escritor, diplomático y político socialista argentino Manuel Baldomero Ugarte (1875-1951). Continuó sus estudios en el Conservatorio de París, donde asistió a las clases de contrapunto, composición musical e instrumentación de Félix Fourdrain. 
En 1913 regresó a la Argentina. Es aquí cuando inicia su carrera compositiva. Impartió varias asignaturas en el Conservatorio Nacional de Música de Buenos Aires, centro del que tiempo después fuera director. En 1915, fundó la Sociedad Nacional de Música (hoy Asociación Argentina de compositores Archivado el 3 de julio de 2020 en Wayback Machine.), fue profesor en la Escuela Superior de Bellas Artes de la Universidad de La Plata y fue director del Teatro Colón de Buenos Aires entre 1937 y 1943. Falleció el 11 de junio de 1975.
De su producción musical destacan: Entre las montañas (1922), De mi tierra (1923-1934), Rebelión del agua (1931) y Tango (1951), todas ellas para orquesta; Cinco preludios (1947) y De mi tierra (1923-1934), ambas para piano; poemas sinfónicos como Paisajes de estío, Cortejo chino; el chino de María de todos los Ángeles   El junco (1945); además de otras obras como Escenas infantiles, Balada del lobo, La niña y el ángel, Caballito criollo y su obra maestra, la ópera Saika (1918). También escribió los tratados Curso de armonía elemental (1920), teórico y práctico en dos tomos y Elementos de acústica (1930).
Musicalizó poemas de Estanislao del Campo, Belisario Roldán, Miguel A. Camino, Rafael Jijena Sánchez y Alfredo Bufano, entre otros.

## Registros discográficos
La obra pianística completa de Floro Ugarte ha sido registrada en 2015 por la pianista argentina María Laura Del Pozzo. El CD contiene las siguientes obras:
- Cortejo chino Op. 2b (1913)

- De mi tierra, 1ª serie Op. 10b (1923)

- Vidala Op. 26a (1948)

- De mi tierra, 2ª serie Op. 16b (1934)

- Preludio en sol menor Op. 22a (1945)

- Cinco preludios Op. 24 (1945)

- Arrullo Op. 25 (1947)

- Lamento campero Op. 29 (1949)
- Ronroncitos, cinco expresiones de ternura Op. 31 (1952)
- Media noche tango de 1918, publicado bajo el seudónimo de R. de Nembat

- Datos: Q1369243